# Peanova aritmetika
Peanova aritmetika (PA) je jeden z axiomatických systémů formální teorie aritmetiky. Jde o jednu z nejdůležitějších součástí matematické logiky — slouží například k důkazu slavných Gödelových vět o neúplnosti. Rozšiřuje axiomatiku Robinsonovy aritmetiky o axiomatické schéma indukce. Pojmenována je po italském matematikovi Giuseppem Peanovi.

## Axiomy
(PA) je teorie v jazyce aritmetiky. Jejími axiomy jsou axiomy (Q1)–(Q7) Robinsonovy aritmetiky a navíc všechny instance následujícího axiomatického schématu pro formuli {\displaystyle \varphi } jazyka aritmetiky:
- {\displaystyle \left(\varphi (0)\land (\forall x)(\varphi (x)\rightarrow \varphi (Sx))\right)\rightarrow (\forall x)\varphi (x)} (schéma indukce)

Slovy: Pokud formule platí pro {\displaystyle 0} a zároveň z platnosti formule pro {\displaystyle x} plyne platnost pro následníka {\displaystyle x} potom formule platí pro všechna {\displaystyle x}.
Jelikož toto schéma kvantifikuje přes formule {\displaystyle \varphi }, což na logické úrovni odpovídá predikátům, tak predikátová logika prvního řádu není dostatečně expresivní pro formalizaci Peanovy aritmetiky a je nutné použít nějakou logiku vyššího řádu. To má praktické důsledky například při snahách o formalizaci aritmetiky pro automatické dokazovače a proof assistanty.

## Vlastnosti
- Peanova aritmetika je neúplná a dokonce rekurzivně nezúplnitelná teorie (tj. každá její nadteorie s rekurzivně zadanou množinou axiomů je neúplná). To je tvrzení první Gödelovy věty.
- Peanova aritmetika má {\displaystyle 2^{\aleph _{0}}} (viz funkce alef) různých úplných rozšíření.
- Peanova aritmetika je nerozhodnutelná teorie.
- V Peanově aritmetice jsou nedokazatelná následující tvrzení:
  - „Peanova aritmetika je bezesporná“. To říká druhá Gödelova věta.
  - Goodsteinova věta
  - Jisté silnější verze Ramseyovy věty.
- V Peanově aritmetice jsou dokazatelné všechny základní vlastnosti přirozených čísel jako jsou:
  - komutativita a asociativita + a {\displaystyle \cdot }
  - distributivita + vzhledem k {\displaystyle \cdot }
  - linearita uspořádání {\displaystyle \leq }
  - existence a jednoznačnost dělení se zbytkem
- V Peanově aritmetice je definovatelná funkce {\displaystyle x^{y}}, o které jsou dokazatelné všechny její přirozené vlastnosti.
- V Peanově aritmetice lze vyjádřit základní pojmy logické syntaxe i sémantiky jako jsou dokazatelnost nebo bezespornost.
- Peanova aritmetika je ekvivalentní teorii konečných množin (tj. Zermelo-Fraenkelově teorii množin, v níž je axiom nekonečna nahrazen jeho negací).
- První Stoneův prostor Peanovy aritmetiky má mohutnost kontinua.
- Peanova aritmetika nemá spočetný saturovaný model.